# Давіди (Прушковський повіт)
Давіди (пол. Dawidy) — село в Польщі, у гміні Рашин Прушковського повіту Мазовецького воєводства.
Населення — 453 особи (2011).
У 1975-1998 роках село належало до Варшавського воєводства.

## Демографія
Демографічна структура станом на 31 березня 2011 року:
|          | Загалом | Допрацездатний вік | Працездатний вік | Постпрацездатний вік |
| -------- | ------- | ------------------ | ---------------- | -------------------- |
| Чоловіки | 216     | 50                 | 151              | 15                   |
| Жінки    | 237     | 40                 | 149              | 48                   |
| Разом    | 453     | 90                 | 300              | 63                   |